# Nodina
Nodina là một chi bọ cánh cứng trong họ Chrysomelidae.
Chi này được miêu tả khoa học năm 1858 bởi Motschulsky.

## Các loài
Các loài trong chi này gồm:
- Nodina clypeata Kimoto & Gressitt, 1982
- Nodina dhadinga Medvedev, 1992
- Nodina laotica Medvedev, 2000
- Nodina major Kimoto & Gressitt, 1982
- Nodina martensi Medvedev, 1992
- Nodina minutissima Kimoto & Gressitt, 1982
- Nodina nepalensis Takizawa, 1987
- Nodina philippina Medvedev, 1995
- Nodina similis Kimoto & Gressitt, 1982
- Nodina striopunctata Tan, 1988